# Le Soleil (quotidien littéraire français)
Pour les articles homonymes, voir Le Soleil.
Le Soleil est un quotidien littéraire français du soir, fondé en 1865 par le journaliste et banquier Moïse Polydore Millaud.

## Histoire
Millaud avait déjà créé deux ans plus tôt Le Petit Journal. Le numéro spécimen du Soleil sort le 18 octobre 1865, et le premier numéro le 20 octobre. Il tire à 14 000 exemplaires.
Lorsqu'il fonde ce nouveau titre venu enrichir son groupe de presse, Millaud veut imiter Le Figaro, qui est alors encore un simple semi-hebdomadaire à 35 centimes. À la même époque, il crée aussi La Revue pour tous, le Journal de lecture, le Journal des voyageurs, puis L'Histoire.
Millaud souhaitait contre-attaquer car son rival Hippolyte de Villemessant venait de fonder Le Grand Journal, concurrent de son titre vedette Le Petit Journal, d'un format de 125 par 90 centimètres. Il voulait aussi concurrencer L'Événement, quotidien littéraire à 10 centimes lancé par le même  Villemessant.
Pour concurrencer ses concurrents, Millaud utilise une méthode simple : débaucher des collaborateurs à prix d'or et faire signer des écrivains réputés. Il propose 500 000 francs à Victor Hugo, toujours exilé à Guernesey, pour publier en feuilleton Les Travailleurs de la mer, mais l'écrivain refuse, considérant que son roman n'a pas été conçu pour être découpé à la manière des Misérables, prépublié de cette manière quelques années plus tôt. Millaud passe outre et signe avec Albert Lacroix, l'éditeur d'Hugo, permettant de lancer la prépublication en feuilleton le 17 avril 1866. Furieux, Villemessant propose alors à ses abonnés, l'ouvrage en entier comme prime. Hugo s'avoue en définitive pas si mécontent que ça : son livre est sorti « en entier ».
Le Soleil publiera 708 numéros jusqu'au 30 septembre 1867.
Le Soleil ne doit pas être confondu avec Soleil du dimanche (surtitré L'Illustré), hebdomadaire dominical français fondé par le baron Edmond-Louis-Roger Viot Bodson de Noirfontaine (1851-?) en 1888.